# Бай-Су
Бай-Су (также Западный Тонас, Байсу, Бойсу; укр. Бай-Су, крымскотат. Bay Suv, Бай Сув) — маловодная река (балка) в Крыму, на территории Белогорского района, левый приток реки Танасу. Длина водотока 7,2 километра, площадь водосборного бассейна 9,1 км².

## География
Исток реки находится на склоне горы Кулуйны-Обасы, в северо-восточной части Караби-яйлы (у Николая Рухлова в книге «Обзор речных долин горной части Крыма» — гора Кутар-Кая), вначале течёт полого, принимая слева крупный источник Менар-Ханын-чокрак (дебит на начало XX века 900 вёдер в сутки). На высоте 417 саженей (около 890 м) русло сужается, увеличивается уклон, появляются каскады — Бай-Су образует каньон, местами глубиной до 200 м. У реки 1 безымянный приток, водоохранная зона установлена в 50 м. Река впадает в Танасу в 16 километрах от устья, в селе Красносёловка.